# 대번 (발해)
대번(大蕃, ?~?)은 발해의 왕자이다.

## 생애
736년, 발해의 사신으로 당나라에 파견되어 당 현종으로부터 좌군대장직을 받고 당나라에서 숙위를 지냈다. 